# Колодязний (Воронезька область)
Колодязний (рос. Колодезный) — селище у Каширському районі Воронезької області Російської Федерації.
Населення становить 5736  осіб. Входить до складу муніципального утворення Колодезянське сільське поселення.

## Історія
Населений пункт розташований у межах українського краю Східної Слобожанщини.
Від 1977 року належить до Каширського району Воронезької області.
Згідно із законом від 15 жовтня 2004 року входить до складу муніципального утворення Колодезянське сільське поселення.

## Населення
| 1979 | 2002  | 2010  |
| ---- | ----- | ----- |
| 6241 | ↘5939 | ↘5736 |